# 閻姫
閻 姫（えん き）は、後漢の安帝の皇后。諡は思で、諡号としては夫の諡を重ねて安思皇后（あんしこうごう）。河南郡滎陽県の人。祖父は尚書の閻章。父は閻暢。姉の閻迎は鄧弘（鄧綏の弟）の妻。

## 生涯
閻暢の次女として生まれた。容貌が美しく、才気に溢れていた。元初元年（114年）、選を経て後宮に入り、貴人となった。翌年に皇后に立てられた。
嫉妬深い性格で、安帝の寵愛を独占したが皇子を産むことはできなかった。立后の同年に安帝は李宮人との間に皇子の劉保を出産し、そこで閻皇后は李氏を毒殺した。
永寧元年（120年）、皇太后の鄧綏により劉保は皇太子として立てられた。翌年、鄧太后は死去したため、安帝は親政を始め、閻皇后の兄弟を卿校として重用する。江京・樊豊とともに皇太子に対して讒言したため、延光3年（124年）に劉保は廃嫡されて済陰王となった。
延光4年（125年）安帝に同行して章陵を巡った。安帝は途中で崩御した。閻皇后は洛陽での劉保が擁立されたことを恐れて、安帝の死を秘密にし、喪を発表しなかった。閻皇后が洛陽に着くと、安帝の死を発表し、皇太后となった。
閻太后とその兄弟たちは長い間執政を行ったことを図っており、章帝の孫の劉懿を擁立して皇帝に即位させた。しかし劉懿が即位後200日ほどして病気になると、まもなく死去した。閻太后と車騎将軍の閻顕は江京ら親閻氏派の宦官らと謀り、別の諸王の子の擁立を企てた。しかし宦官の孫程は劉保の謁者長の興渠や中黄門の王康や長楽太官丞の王国らと劉保の復権を画策した。その後、孫程らはクーデターを起こし、擁立された劉保が新しい皇帝（順帝）となった。親閻氏派もみな処刑された。閻太后も幽閉されて別宮に移り住んだ。
永建元年（126年）正月、閻太后が崩じた。安帝の恭陵に合葬された。